# Albert de Ligne

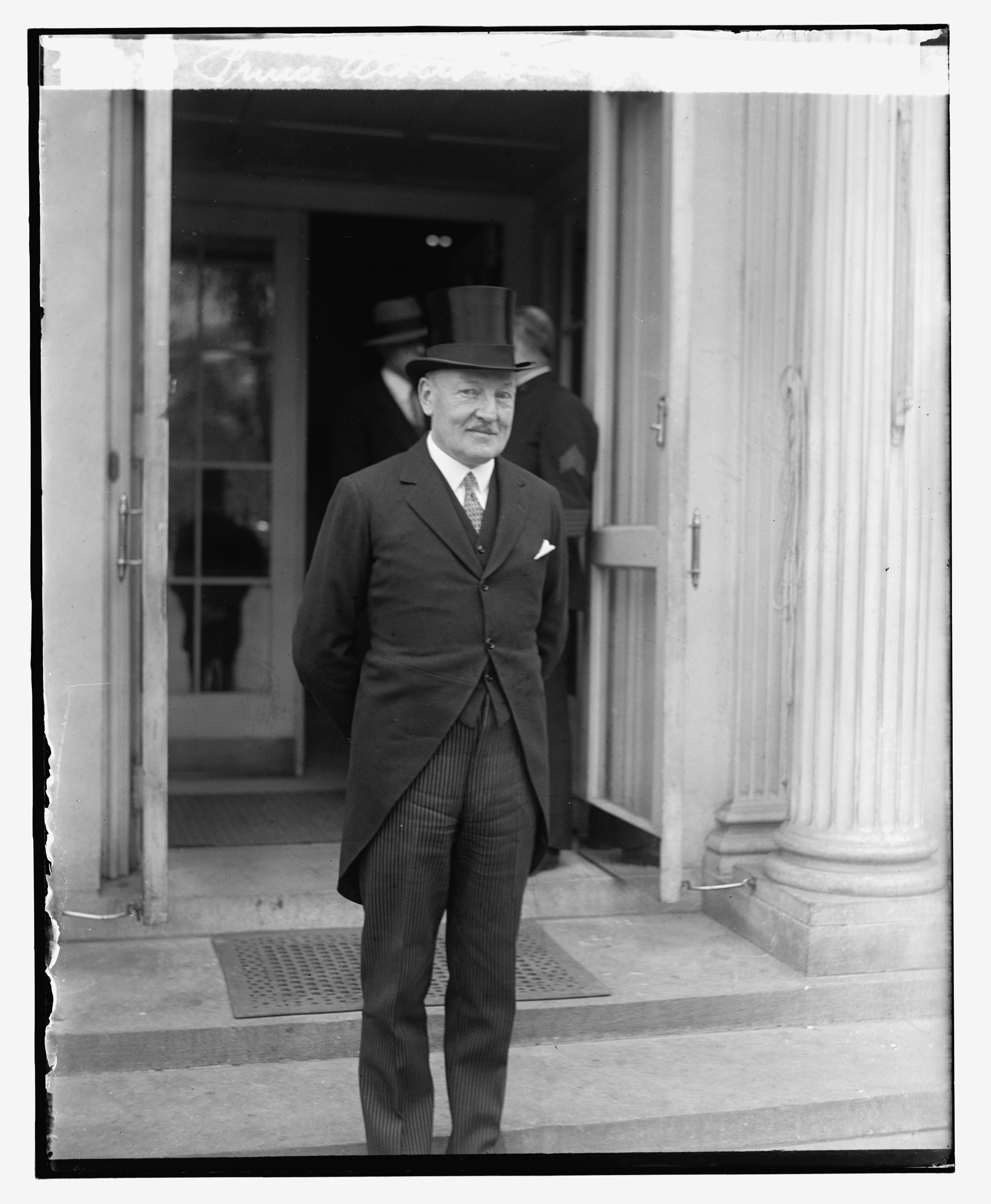
Albert de Ligne in 1929

Prins Albert Edouard Eugène Lamoral de Ligne (Brussel, 12 december 1874 - aldaar, 4 juli 1957) was een Belgisch diplomaat.

## Biografie

### Familie
Prins Albert de Ligne was een telg uit het adellijk geslacht Ligne. Hij was een kleinzoon van prins Eugène de Ligne, diplomaat en voorzitter van de Senaat en een zoon van prins Edouard de Ligne (1839-1911) en prinses Eulalie van Solms-Braunfels (1851-1922). Langs moederszijde was hij een kleinzoon van prins Karl van Solms-Braunfels en een achterkleinzoon van vorst Friedrich Wilhelm van Solms-Braunfels.
In 1906 trouwde hij in Angleur met Marie-Louise Calley Saint-Paul de Sinçay (1885-1968), dochter van industrieel Adrien-Gaston Calley Saint-Paul de Sinçay. Ze kregen vier kinderen:
- Élisabeth de Ligne (1908-1998), trouwde in 1932 in Belœil met graaf Guillaume de Limburg Stirum (1908-1989), kolonel, zoon van graaf Henri de Limburg Stirum, burgemeester van Rumbeke en provincieraadslid van West-Vlaanderen. Ze kregen twee zoons en twee dochters, met afstammelingen tot heden.
- Marie-Antoinette de Ligne (1910-2001)
- Albert-Edouard de Ligne (1912-1963), officier bij de Royal Air Force tijdens de Tweede Wereldoorlog, trouwde in 1949 in Gerbéviller met Léontine de Lambertye-Gerbéviller (1925-2016). Ze kregen een dochter, met afstammelingen tot heden.
- Hélène de Ligne (1917-2004), trouwde in 1948 in Brussel met Peter Whitwell (1911-1978). Ze kregen een dochter.

### Diplomatieke loopbaan
De Ligne was actief als attaché bij de legatie te Wenen en als secretaris te Berlijn, Parijs en Wenen. In 1905 werd hij door koning Leopold II gevraagd een afdelingshoofd te worden van het departement Buitenlandse Zaken van Kongo-Vrijstaat en aansluitend in het tijdperk van Belgisch-Congo te werken voor het kabinet van de minister van Koloniën. In 1909 organiseerde de Ligne de reis van prins Albert naar Congo. In 1911 werd hij als legatiesecretaris 1e klasse te Brussel tot legatieraad en adviseur bij de Belgische Legatie te ’s-Gravenhage benoemd. Hier waren hij en zijn echtgenote ook actief tijdens de Eerste Wereldoorlog.
In 1918-1919 was hij enige maanden Belgisch zaakgelastigde in Luxemburg. In 1919 keerde hij, nu als gezant, terug naar Den Haag. Dit bleef hij tot in 1927. In hetzelfde jaar werd De Ligne benoemd tot ambassadeur in Washington. In de naoorlogse periode maakt hij van een verlof ook gebruik om met zijn echtgenote de mogelijkheden van de koffiehandel te exploreren in Kivu, Congo samen met zijn neef, prins Eugène de Ligne. In 1931 werd hij ambassadeur in Rome in de tijd van het fascistische regime van Mussolini. Uit de diplomatieke correspondentie die de Ligne naar Brussel stuurde blijkt dat hij zeker tot aan het begin van de Tweede Italiaans-Ethiopische Oorlog een sterke bewondering voor Mussolini had. Hij sprak zich ook regelmatig minachtend uit over de persvrijheid en de Belgische democratische instellingen. In 1936 vroeg hij op 61-jarige leeftijd de Belgische staat op rust gesteld te worden, wat hem gegund werd.

### Overige functies
Terug in Brussel bouwde hij een druk sociaal leven op, onder meer als vicevoorzitter van het Belgische Rode Kruis, voorzitter van de Nationale Belgische Liga tegen Kanker en van 1942 tot 1945 als tijdelijk voorzitter van het Belgisch Olympisch Comité. In 1943 kreeg hij voor dit laatste ook de Nationale trofee voor sportverdienste. Tijdens de Tweede Wereldoorlog probeerde hij ook humanitair werk te verrichten vanuit zijn positie als voorzitter van de Belgische Maltezerorde.